# Абдуллаев, Абдулла Кахрамонович
Абдулла Кахрамонович Абдуллаев (узб. Abdulla Qaxramonjon oʻgʻli Abdullayev; род. 1 сентября 1997, Кургантепа, Андижанская область) — узбекистанский футболист, полузащитник клуба «Пахтакор» и сборной Узбекистана

## Клубная карьера
Начал карьеру в 2016 году в клубе «Цементчи» из города Кувасай, выступающем во втором дивизионе Узбекистана. С 2017 по 2021 год являлся игроком столичного «Бунёдкора». Дебют Абдуллаева в чемпионате Узбекистана состоялся 12 июля 2018 года в матче против ферганского «Нефтчи» (2:1).
В январе 2022 года на правах свободного агента перешёл в алмалыкский АГМК, в составе которого впервые сыграл в Лиге чемпионов АФК. Контракт футболиста с клубом истекал в декабре 2023 года, поэтому в сентябре руководство АГМК приняло решение продать Абдуллаева в «Хор-Факкан» (ОАЭ). За узбекского футболиста было заплачено 200 тысяч евро, а сам переход стал первым в истории международным трансфером для АГМК.

## Карьера в сборной
В составе сборной Узбекистана до 23 лет играл на чемпионате Азии среди молодёжных команд 2020 года в Таиланде.
Дебют в национальной сборной Узбекистана состоялся 5 сентября 2021 года в товарищеском матче против Швеции (1:2). Вместе с командой стал финалистом домашнего Кубка наций ФАЦА 2023 года. Участвовал в Кубке Азии 2023, который прошёл в Катаре.

## Достижения
- Узбекистон ифтихори (6 июня 2025 года) — за большой вклад в развитие и широкую популяризацию спорта в нашей стране, утверждение здорового образа жизни в обществе, проявленные истинное мужество и стойкость, образец высокого профессионализма и целеустремленности в отборочных турнирах среди сильнейших команд Азии по футболу и впервые в истории нашей Родины завоевание путёвки на чемпионат мира, ставшее большой победой, активное участие в деле приумножения славы Нового Узбекистана в мировом масштабе, воспитания молодого поколения в духе любви к Родине, национальной гордости и патриотизма[5]